# الحيد مركوم (الجميمة)

تعديل مصدري - تعديل

الحيد مركوم هي إحدى قرى عزلة مسويا بمديرية الجميمة التابعة لمحافظة حجة، بلغ تعداد سكانها 55 نسمة حسب تعداد اليمن لعام 2004.